# Eddy Tiel
Eddy Tiel (Den Haag, 29 december 1926 – Emst, 21 februari 1993) was een Nederlands hockeyer.
Tiel won met het Nederlands team een bronzen medaille op de Olympische Zomerspelen in 1948 en in 1952 zilver. Hij speelde voor HHIJC uit Den Haag.